# نقار الخشب ذو الجبهة الذهبية
نقار الخشب ذو الجبهة الذهبية هو نوع من الطيور في الفصيلة الفرعية بيسيناي من عائلة نقار الخشب. يوجد في جنوب الولايات المتحدة (ولاية تكساس بشكل أساسي) والمكسيك وأجزاء من أمريكا الوسطى.

## التصنيف
لم يتم تحديد تصنيف نقار الخشب ذو الجبهة الذهبية بعد. وقد قامت الجمعية الأمريكية لعلم الطيور بتخصيص 12 نوعًا فرعيًا له. وتتعامل معه اللجنة الدولية لعلم الطيور باعتباره نوعًا أحادي النمط، وتنسب الأنواع الفرعية الـ 11 الأخرى إلى نقار الخشب فيلاسكيز. 

## الصفات
يبلغ طول نقار الخشب ذو الجبهة الذهبية من 22 إلى 26 سم (8.7 إلى 10 بوصات) ويزن من 65 إلى 102 جرام (2.3 إلى 3.6 أونصة). يمتلك الذكور والإناث نفس الريش باستثناء النمط الموجود على رؤوسهم. يمتلك الذكور البالغين تاجًا أحمر وقفا برتقاليًا ذهبيًا إلى أصفر مع وجود فجوة بينهما؛ تمتلك الإناث تاجًا رماديًا وقفا أصفر شاحبًا. في البالغين من كلا الجنسين، يكون باقي الرأس بدرجات مختلفة من اللون الرمادي. الأجزاء العلوية مخططة باللونين الأسود والأبيض في الغالب، مع أغطية بيضاء للذيل العلوي بها بضع بقع سوداء. ريش الطيران أسود مع كميات متفاوتة من اللون الأبيض على الريش الأساسي. ذيله أسود في الغالب مع كميات متفاوتة من اللون الأبيض على الأزواج الثلاثة الخارجية من الريش. أجزاؤه السفلية رمادية دخانية إلى رمادية باهتة مع خطوط سوداء فاتحة على الجانبين وأغطية الذيل السفلية وبقعة صفراء على البطن. قزحية العين حمراء داكنة إلى بنية محمرة، ومنقارها أسود إلى أسود رمادي، وأرجلها وأقدامها خضراء رمادية إلى رمادية خضراء. الصغار باهتة بشكل عام من البالغين، مع القليل من اللون البرتقالي أو لا يوجد على الإطلاق على مؤخرة العنق، وخطوط غير واضحة على الأجزاء العلوية، وخطوط داكنة دقيقة على الأجزاء السفلية. الذكور لديهم بقعة حمراء صغيرة على التاج والإناث لديهم فقط بضعة ريش حمراء هناك.

## الحضور الجغرافي
يوجد نقار الخشب ذو الجبهة الذهبية في جنوب غرب أوكلاهوما عبر وسط تكساس إلى هضبة المكسيك حتى خاليسكو وسان لويس بوتوسي وهيدالغو. وهو زائر عرضي لنيو مكسيكو وشرق تكساس، وقد سُجل مرة واحدة في كل من ميشيغان وفلوريدا. يسكن المناظر الطبيعية الرطبة والجافة. يفضل الطبيعة الجافة، والتي تشمل غابات المسكيت والغابات النهرية. كما يتردد على الحدائق الحضرية والمناطق الضواحي.

## السلوك
- الحركة

يعيش نقار الخشب الذهبي الجبهة طوال العام في نطاقه. 

- التغذية

يتغذى نقار الخشب الذهبي الجبهة على المفصليات البالغة واليرقية، وبعض الحشرات الهوائية، والكثير من الفاكهة والمكسرات، والذرة. وقد لوحظ أنه يفترس بيض الطيور الأخرى. يتغذى هذا النوع بشكل أساسي على الأشجار، وخاصة على الأغصان الرئيسية وعادة ما تكون أقل من 6 أمتار (20 قدمًا). كما يتغذى على الأرض المفتوحة أو العشبية ولكن نادرًا ما يتغذى تحت الشجيرات. يأخذ طعامه عن طريق التقاط الطعام، والنقر، والفحص، ونادرًا ما يتغذى عن طريق صيد الذباب الجوي. 

- التكاثر

يظل نقار الخشب الذهبي الجبهة متزاوجًا عادةً طوال العام، وهو إقليمي حتى خارج موسم التعشيش. في تكساس يتكاثر بين شهري مارس ويوليو، وغالبًا ما ينتج حضنتين في السنة. يحفر كلا الجنسين تجويف العش في جذع أو غصن شجرة، سواء أكان حيًا أم ميتًا. كما يستخدم أحيانًا أعمدة المرافق، وأعمدة السياج، وصناديق التعشيش. يبلغ عمق التجويف عادة ما بين 2 و9 أمتار (7 و30 قدمًا) فوق سطح الأرض. تتكون معظم القابضات من أربع أو خمس بيضات، ويحتضن كلا الجنسين البيض. تتراوح فترة الحضانة من 12 إلى 14 يومًا ويبدأ الطيران بعد حوالي 30 يومًا من الفقس. 

يقف ذكر ديكيسيل على عمود معدني ويغني، ورقبته ممدودة ومنقاره مفتوح. 

- الصوتيات

إن نداء نقار الخشب ذو الجبهة الذهبية هو "كيرر قوي وخشن أو تيج تيج قوي" يتكرر غالبًا في سلسلة. قرعه "قصير وبطيء نسبيًا". 